# Cours-de-Pile
Cours-de-Pile é uma comuna francesa na região administrativa da Nova Aquitânia, no departamento Dordonha. Estende-se por uma área de 10,8 km². Em 2010 a comuna tinha 1 590 habitantes (densidade: 147,2 hab./km²).